# 尼利 (内布拉斯加州)
尼利（英語：Neligh）是一個位於美國內布拉斯加州安蒂洛普縣的城市。根據2010年美國人口普查，該地共人口1599人，而該地的面積約為3.82平方千米。同時該地也是安蒂洛普縣的縣治。

## 地理
尼利的座標為42°07′48″N 98°01′45″W / 42.13000°N 98.02917°W，而該地的平均海拔高度為535米（即1755英尺）。